# Kalla’at
Kalla’at – wioska w Jordanii, w muhafazie Irbid.

## Położenie
Kalla’at położona jest w depresji Doliny Jordanu, na północy Jordanii. Leży na niewielkim wzgórzu Tall al-Arba’in, w otoczeniu pól uprawnych na wschodnim brzegu rzeki Jordan. W pobliżu znajdują się miasto Wakkas, oraz wioski Al-Kulajat, Az-Zimalijja, Al-Dżasura i Al-Harawijja.
W odległości około 1,5 km na zachód od miasta przebiega granica jordańsko-izraelska. Po stronie izraelskiej znajdują się miasto Bet Sze’an, moszawy Jardena i Bet Josef, oraz kibuce Chamadja, Ma’oz Chajjim i Newe Etan.